# Referendum consultivi in Polonia del 2015
I referendum consultivi in Polonia del 2015 si svolsero in Polonia il 6 settembre. Gli elettori furono chiamati a decidere sull'introduzione di collegi uninominali per le elezioni della Camera dei Deputati, per il mantenimento del finanziamento pubblico dei partiti politici e per l'introduzione di una presunzione a favore del contribuente nelle controversie concernenti il diritto tributario.
I referendum sono stati ordinati dal presidente uscente Bronisław Komorowski, che aveva promesso di indire un referendum sul sistema elettorale dopo il primo turno delle elezioni presidenziali, che successivamente furono vinte da Andrzej Duda.
L'affluenza alle urne fu del 7,80%, soglia ben al di sotto del 50% richiesto per la validità della consultazione.

## Quesiti
I quesiti dei tre referendum furono i seguenti:
1. Siete a favore di introdurre i collegi uninominali nelle elezioni del Sejm della Repubblica di Polonia?
2. Siete a favore di mantenere l'attuale metodo di finanziamento dei partiti politici a carico del bilancio nazionale?
3. Siete a favore di introdurre una regola generale di risolvere dubbi sull'interpretazione della legislazione fiscale a favore del contribuente?

## Risultati
| Collegi uninominali                    | 1.829.995 | 78,75 | 493.935   | 21,25 | 60.850 | 2.384.780 | 30.565.826 | 7,80% |
| Finanziamento dei partiti politici     | 404.515   | 17,37 | 1.923.994 | 82,63 | 56.271 | 2.384.780 | 30.565.826 | 7,80% |
| Interpretazione della legge tributaria | 2.194.689 | 94,51 | 127.395   | 5,49  | 62.696 | 2.384.780 | 30.565.826 | 7,80% |
| Fonte: PKW                             |           |       |           |       |        |           |            |       |